# Dave Freeman Open 2024
Die Dave Freeman Open 2024 fanden vom 23. bis zum 25. August 2024 in San Diego statt. Es war die 66. Austragung dieser internationalen Meisterschaften im Badminton.

## Sieger und Platzierte
| Disziplin    | Gold                       | Silber                       | Bronze                          |
| ------------ | -------------------------- | ---------------------------- | ------------------------------- |
| Herreneinzel | Panji Sudrajat             | Manish Kumar                 | Eric Duong                      |
| Herreneinzel | Panji Sudrajat             | Manish Kumar                 | Michael Lin                     |
| Dameneinzel  | Ella Lin                   | Audrey Chang                 | Xin Huang                       |
| Dameneinzel  | Ella Lin                   | Audrey Chang                 | Chloe Kai                       |
| Herrendoppel | Kevin Ezra Henry Tang      | Haoming Chen Jun Jie Lai     | Jaden Ke Hong Chen Hock Lai Lee |
| Herrendoppel | Kevin Ezra Henry Tang      | Haoming Chen Jun Jie Lai     | Curtis Cullen Russell Muns      |
| Damendoppel  | Puspa Damayanti Jennie Gai | Audrey Chang Ella Lin        | Chinue De La Merced Ruiqi He    |
| Mixed        | Puspa Damayanti Kevin Ezra | Meghana Nishant Hock Lai Lee | Xin Huang Jun Jie Lai           |